# 金島桂華

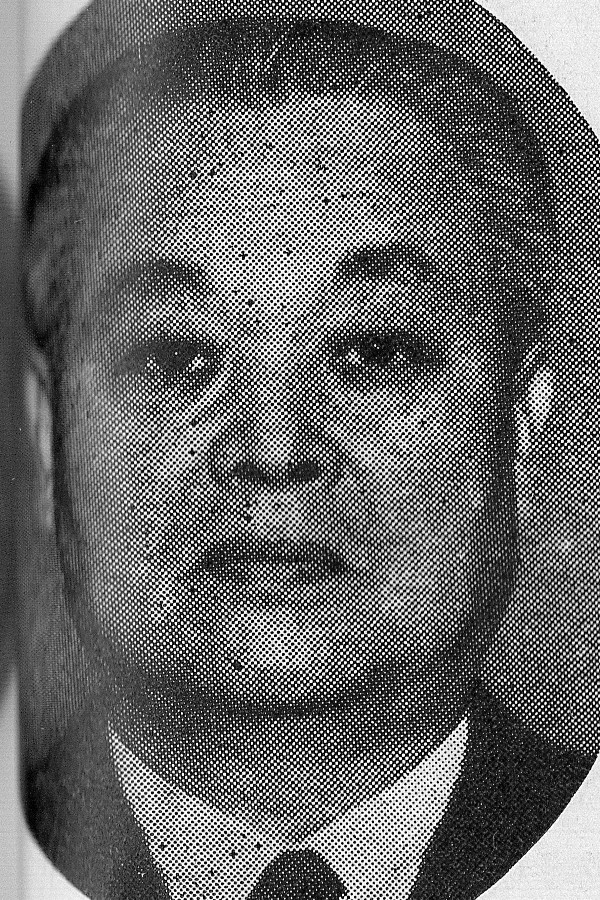
金島桂華

金島 桂華（かなしま けいか、1892年〈明治25年〉6月29日 - 1974年〈昭和49年〉9月14日）は、日本画家、日本芸術院会員。福山市名誉市民。

## 人物
広島県安那郡湯田村（現・福山市神辺町湯野）に父儀一郎、母シナの長男として生まれる。本名は政太（まさた）。
絵の勉強は平井直水に師事、竹内栖鳳主催の竹杖会では西山翠嶂、西村五雲、橋本関雪、土田麦僊や小野竹喬、徳岡神泉、池田遙邨あるいは大村廣陽と同門である。橋本とは1917年、共に揚子江を旅している。
私塾の衣笠会を主催し、藤島博文など後進の育成に努め、四条派と院体風を取り入れた花鳥画を得意とした。万鉄五郎とは金島の妻が加わった参禅の会を介して知己を得る。

## 年譜
1925年（大正14年）帝展で「芥子」が特選、1927年「鳴子九皐」(宮内省買い上げ)、1928年（昭和3年）「牡丹」で特選。1929年（昭和4年）には小野竹喬や大村廣陽とともに帝展無鑑査に推薦される。1930年から1939年まで京都市立美術工芸学校教諭を務める間、
1934年（昭和9年）帝展審査員に選ばれる。1930年代半ばから日本画壇を支えるために力を貸し、「国防費献金京都日本画家有志会」の設立メンバーの一員として1937年（昭和12年）8月、石崎光瑤、登内微笑、堂本印象、中村大三郎、宇田荻邨、山口華楊、梥本一洋、福田平八郎とともに作家に呼びかけ、寄贈された作品の頒布会を開いた。これを「京都日本画家献画運動」と呼び、およそ80名から寄せられた作品の代金をまとめて1万円（当時）としている。献金は第十六師団を通じて陸軍に寄せられた。
日展では1950年（昭和25年）に運営会参事に加わると第8回出品作「鯉」に対して芸能選奨美術文部大臣賞を受賞。1960年（昭和35年）理事、1969年（昭和44年）同じく顧問に就く。また第9回出品作「冬田」に対し1954年（昭和29年）に日本芸術院賞を受け、1959年（昭和34年）になると児玉希望、小糸源太郎とともに3月に第一部新補充会員に序せられる。ところがこのとき日本画分野の審査で金島と同票だった宇田荻邨は有資格者でありながら、年長の金島のみ当選させたと松林桂月と鏑木清方、安田靫彦が抗議する。本来であれば選外となった場合は改めて推薦を受け審査の対象となるところ、宇田を日本美術院初の保留会員として扱い、欠員を生じたとき無投票で当選させることが決まった。
1974年（昭和49年）9月14日、肝性脳症のため京都市内の病院で死去、享年82歳。

## 受賞、栄典
- 1952年 第3回芸術選奨文部大臣賞[11]
- 1954年 第10回日本芸術院賞[12]
- 1966年 勲三等瑞宝章受章
- 1969年 京都市文化功労賞受賞。

## 画集など
個展
- 金島桂華『金島桂華』第21輯、芸艸堂〈現代作家デッサン〉、1958年。 NCID BA31340266。
- ＿＿＿＿『金島桂華 素描と作品集』芸艸堂、1960年。
- ＿＿＿＿『金島桂華画集』便利堂、1971年。 NCID BA4830925X。
- ＿＿＿＿『金島桂華の人と芸術』広島県立美術館; 中国新聞社、広島県立美術館、1975年。 NCID BB01969977。
- 『金島桂華展』思文閣ロイヤル画廊、1980年。 NCID BB07986549。
- 『金島桂華 美の生涯展』井原市立田中博物館、1986年10月。

合同展
- 黒田重太郎、安東聖空『日本芸術院賞受賞作家展 : 現代美術の精華』熊本県立美術館; 熊本県民テレビ、日本芸術院賞受賞作家展実行委員会、1984年。 NCID BB13258273。
- 橋本関雪、児玉希望『華鴒百選 : 華鴒美術館開館記念特別展』華鴒大塚美術館、1994年。 NCID BB0006643X。
- 橋本関雪『橋本関雪と金島桂華 : 開館1周年記念特別展』華鴒美術館、華鴒美術館、1995年。 NCID BA73925641。
- 黒光茂樹、黒光茂明『京都派花鳥画の流れ・3人展 : 金島桂華・黒光茂樹・黒光茂明 : 開館3周年記念特別展』華鴒大塚美術館 (編)、1997年。 NCID BA53220213。
- 『金島桂華展 : 生誕110年』ふくやま美術館 (編)、2003年。 NCID BA68080402。
- “花物語展—日本近現代絵画にみる花の表現”.  刈谷市美術館 (2004年9月18日). 2018年11月4日閲覧。
- 田中頼璋、大村広陽『広島 : 日本画の系譜』呉市文化振興財団; 中国新聞社、呉市立美術館 (編)、2011年。 NCID BB07063713。
- 日本画家4人展 (金島桂華・猪原大華・児玉希望・奥田元宋) 2016年、華鴒大塚美術館[16]
- “蘭島閣美術館 秋期特別展” (pdf).   公益財団法人 蘭島文化振興財団 (2017年). 2018年11月4日閲覧。
- 『近代の花鳥画5人展 — 平八郎・桂華・神泉・華楊・松篁』華鴒大塚美術館 (編)、2018年10月。

## 主な収蔵先
- 公益財団法人タカヤ財団 華鴒大塚美術館 - およそ200点[17]
- 大阪市立美術館住友コレクション - 『朝霧』[18]
- 宮内庁 - 『鳴九皐』（きゅうこうになく）[19]

## 参考資料
- 「（彙報）京都日本画家献画運動 (00251)」『日本美術年鑑』昭和12年版、大蔵省印刷局、東京、1937年8月、NCID BN05172439、2018年11月4日閲覧。
- 「（彙報）芸能選奨美術文部大臣賞決定 (01513)」『＿＿＿＿＿＿』昭和28年版、1953年2月、NCID BN00489245、2018年11月4日閲覧。
- 「（彙報）恩賜賞、芸術院賞決定 (01615)」『＿＿＿＿＿＿』1954年/昭和29年版、1954年3月、NCID BN00489245、2018年11月4日閲覧。
- 「（彙報）日本芸術院の新会員 (02070)」『＿＿＿＿＿＿』1959年/昭和34年版、1959年3月、NCID BN00358098、2018年11月4日閲覧。
- 「（彙報）芸術院保留会員に宇田荻邨 (02079)」『＿＿＿＿＿＿』1959年/昭和34年版、1959年4月、NCID BN00358098、2018年11月4日閲覧。
- 『田子一民』「田子一民」編纂会 (編)、熊谷辰治郎、1970年。 NCID BN06307996。
- 金島桂華『金島桂華素描画集』便利堂、1973年。 NCID BN10177420。
- “展示物”.  菅茶山記念館. 2018年1月4日時点のオリジナルよりアーカイブ。2008年10月29日閲覧。
- 田中 淳 (2009-08-31). “研究ノート 試論・「新しい女」と「風船を持つ女」－萬鉄五郎《風船を持つ女》の制作背景と表現－”. 美術研究 (398). NAID 120006480371. 東文研 00006180.
- 藤島博文『日本人の美伝子』PHP研究所、2013年、52頁。ISBN 9784569807447。
- “金島桂華 - 物故者記事”.  東京文化財研究所 (2014年4月14日). 2018年11月4日閲覧。
- “大村廣陽 生きものへのまなざし”. ふくやま美術館所蔵品展示目録 (ふくやま美術館) (129). (2015年2月).
- 稲賀繁美「表現主義と気韻生動 : 北清事変から大正末年に至る橋本関雪の軌跡と京都支那学の周辺」『日本研究』第51巻、2015年3月31日、doi:10.15055/00005570。

## 関連文献
- 「鶴を描いて三十年 / 金島桂華」『婦人之友』第48巻第8号、婦人之友社、1954年8月、34-35頁、doi:10.11501/3562827、全国書誌番号:00020906。
- 山田竜平「追悼 金島桂華」『三彩』、日本美術出版、1974年、NAID 40001480861、NCID AN00377709。
- 『日本美術年鑑』昭和49･50年版、大蔵省印刷局、東京、1972年-1976年、260-261頁、全国書誌番号:75047167。